# Borås högre allmänna läroverk
Borås högre allmänna läroverk var ett läroverk i Borås som verkade från 1852 till 1968. 

## Historia
Skolan var ursprungligen Borås stadsskola, Borås trivialskola, som öppnade 1637, först enklassig och från 1665 tvåklassig. Skolan var från 1852 en förenad lärdoms- och apologistskola omfattande tre tvååriga klasser benämnd lägre elementarläroverk och efter utökning med en klass 1858 ett mer komplett elementarläroverk, från 1878 kallad lägre allmänt läroverk. 1902 infördes sexårig skolgång och 1906 blev skolan en statlig realskola. 1908 infördes ett realgymnasium som var färdigbildat 1911/1912.
Skolbyggnaden i tegel stod färdig 1901 efter ritningar av Lars Kellman. Den utökades sedan 1914,1924, 1926 och 1949.
Skolan kommunaliserades 1966 och upphörde som läroverk 1968 och övergick i Bäckängsgymnasiet. Studentexamen gavs från 1912 till 1968 och realexamen från 1907 till 1967.

## Rektorer
- 1850–1884 Anders Gustaf Hollander
- 1884–1906 Carl Julius Neuman
- 1908–1931 Gustaf Strandén
- 1931–1938 Hjalmar Ideforss
- 1940–1960 Victor Engblom
- 1960–1971 Harald Lindström